# Chandeliers japonais

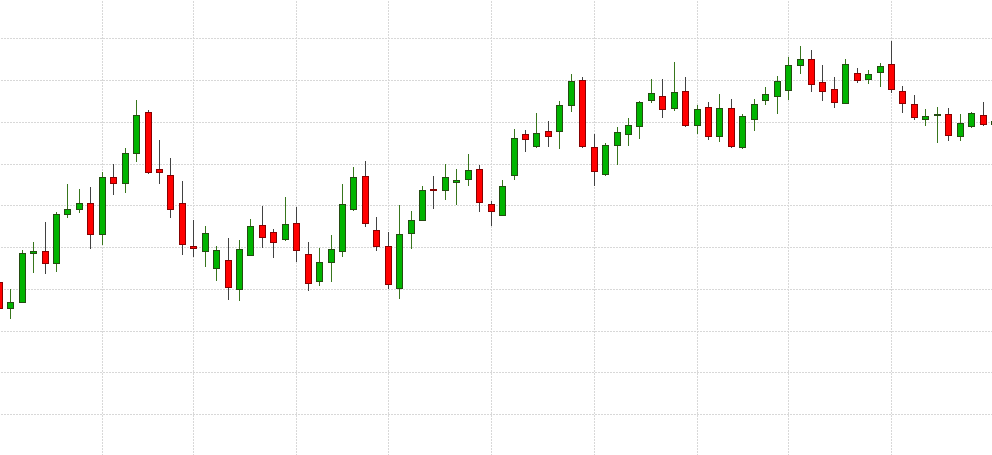
Graphique en chandeliers

Le graphique en chandeliers japonais est un type de graphique utilisé en analyse technique boursière pour représenter les variations d'un cours. L'analyse d'un graphique en chandeliers sur une période passée est supposée donner des indications sur le cours futur.

## Tracé

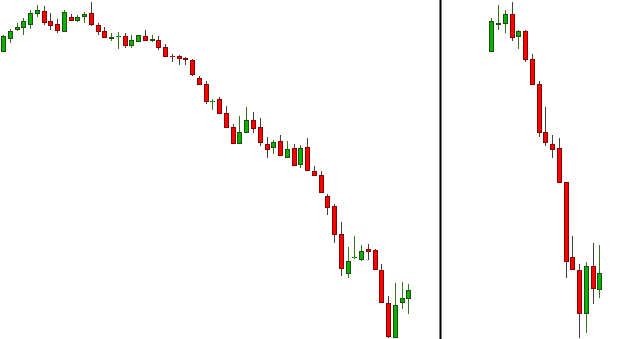
Séquence de chandeliers représentant l'évolution des cours durant un laps de temps donné. À gauche, vue journalière, à droite vue hebdomadaire.

Le graphique en chandeliers est un graphique représentant l'évolution d'un cours pendant une période donnée. La période considérée est divisée en périodes élémentaires successives de même durée. L'évolution du cours pendant chacune de ces périodes élémentaires est représentée par un chandelier. La juxtaposition de ces chandeliers sur le graphique temporel montre l'évolution du cours dans la période considérée. 
Les graphiques sont pour la plupart basés sur des bougies dont la durée est choisie dans la liste (non exhaustive) suivante : 
- annuelle
- trimestrielle
- hebdomadaire
- journalière
- 4 heures
- 1 heure
- 15 minutes
- 5 minutes
- 3 minutes
- 1 minute

Il est tout à fait possible de faire des bougies sur une autre unité de temps selon les besoins, par exemple 2 minutes, 15 secondes, etc.

### La bougie

Éléments d'une bougie haussière et baissière. La couleur rouge (ou noire) est souvent employée pour la baisse, la couleur verte (ou blanche) pour la hausse

L'évolution pendant une période élémentaire est représentée par une bougie. Celle-ci est constituée ainsi :
- un rectangle vertical, de largeur fixe, joint le cours d'ouverture au cours de fermeture ; il est coloré en noir (ou en rouge) si le cours de clôture est inférieur au cours d'ouverture, en blanc (ou en vert) dans le cas contraire ;
- un trait fin vertical joint le cours le plus haut avec le sommet du rectangle (niveau de l'ouverture pour une bougie baissière, la clôture pour une haussière) ;
- un trait fin vertical joint le cours le plus bas avec la base du rectangle (niveau de la clôture pour une bougie baissière, l'ouverture pour une haussière)

Le rectangle est le corps de la bougie et les deux traits aux extrémités sont les mèches ou les ombres. Un chandelier est défini comme un ensemble de bougies, et ce mot peut désigner aussi une seule bougie.

## Origines
L'analyse japonaise est la plus ancienne forme d'analyse graphique. Elle a été créée au Japon au XVIIe siècle[réf. nécessaire] et théorisée par Honma Munehisa au XVIIIe siècle. Appelée aussi bougies japonaises, cette analyse était utilisée pour représenter et anticiper les cours du riz dans ce qui était le premier marché à terme du monde.

## Que montre une bougie
Une bougie peut montrer comment les vendeurs et les acheteurs ont évolué sur le marché au cours de la dernière bougie. 
En effet, plus la mèche et le corps seront grands, plus les vendeurs et les acheteurs se seront livrés à un combat intense. Certaines formes de bougies[Lesquelles ?] permettent de mieux comprendre le marché et d'annoncer un certain retournement haussier ou baissier[réf. souhaitée].

## Utilisation et interprétation
Les chandeliers présentant une bougie bien marquée (longue bougie par rapport aux mèches) signifient une hausse ou une baisse (durant la période de temps considérée) selon que la couleur de leur corps est blanche ou noire (verte ou rouge pour les graphes en couleur). 
Par contre les chandeliers appelés toupies, qui se caractérisent par une bougie de petite taille comparé à leurs mèches, ont une interprétation plus complexe. D'abord cette petite bougie signifie un cours de clôture proche du cours d'ouverture, donc une séance hésitante équilibrée entre haussiers et baissiers. Sa signification dépend du contexte.
Dans le cas particulier d'un cours de clôture identique au cours d'ouverture, la toupie est appelée doji : le corps vrai devient un simple trait.
Le doji marque un équilibre exact entre acheteurs et vendeurs. Il s'ensuit soit une simple pause dans une tendance marquée soit un retournement de tendance.
Dans un marché sans tendance marquée, le doji n'a pas de signification nette. Néanmoins, certains types de doji ont une connotation haussière ou baissière forte, comme le doji pierre tombale et le doji libellule.
Le marteau est une petite bougie (toupie) avec une mèche basse et située dans une tendance baissière. Il signifie que la tendance baissière est provisoirement enrayée et annonce un rebond technique le lendemain.
L'étoile filante est le cas inverse du marteau : une petite bougie (toupie) avec une mèche haute et située dans une tendance haussière. Elle signifie que la tendance haussière est provisoirement enrayée et annonce une prise de bénéfice le lendemain.
Le pendu ressemble au marteau en ce sens que c'est également une toupie avec mèche basse mais située dans une tendance haussière. Il faut attendre une bougie noire le lendemain (une baisse) pour que le pendu signifie réellement la fin de la tendance haussière. Cette figure est donc plus difficile à interpréter que les deux autres.
Il existe bien d'autres figures basées sur des combinaisons de deux ou trois chandeliers, à situer dans un contexte, et dont l'interprétation est plus ou moins aisée. Ce qu'il faut retenir est que cette interprétation est un art (et non une science) et repose sur la psychologie des marchés (et non sur une analyse fondamentale du marché du sous-jacent).